# Lliga soviètica de futbol
El campionat soviètic de futbol (o lliga soviètica de futbol, en rus Высшая лига, primera divisió) fou la màxima competició futbolística de l'URSS.
Es disputà entre els anys 1936 i 1991, any de la partició de la Unió Soviètica. Tant el format com el nombre d'equips participants (entre un mínim d'11 fins a 26) va anar variant amb el temps. Els anys 1936 i 1976 es disputaren dos campionats, un a la primavera i l'altre a la tardor. Només deixà de disputar-se durant la Segona Guerra Mundial.

## Historial
| Temporada      | Campió                    | Segon classificat     | Tercer classificat    |
| -------------- | ------------------------- | --------------------- | --------------------- |
| 1936 primavera | Dynamo Moscou (1)         | Dynamo Kiev           | Spartak Moscou        |
| 1936 tardor    | Spartak Moscou (1)        | Dynamo Moscou         | Dinamo Tbilissi       |
| 1937           | Dynamo Moscou (2)         | Spartak Moscou        | Dynamo Kiev           |
| 1938           | Spartak Moscou (2)        | CDKA Moscou           | Metallurg Moscou      |
| 1939           | Spartak Moscou (3)        | Dinamo Tbilissi       | CDKA Moscou           |
| 1940           | Dynamo Moscou (3)         | Dinamo Tbilissi       | Spartak Moscou        |
| 1941           | No es disputà             |                       |                       |
| 1942           | No es disputà             |                       |                       |
| 1943           | No es disputà             |                       |                       |
| 1944           | No es disputà             |                       |                       |
| 1945           | Dynamo Moscou (4)         | CDKA Moscou           | Torpedo Moscou        |
| 1946           | CDKA Moscou (1)           | Dynamo Moscou         | Dinamo Tbilissi       |
| 1947           | CDKA Moscou (2)           | Dynamo Moscou         | Dinamo Tbilissi       |
| 1948           | CDKA Moscou (3)           | Dynamo Moscou         | Spartak Moscou        |
| 1949           | Dynamo Moscou (5)         | CDKA Moscou           | Spartak Moscou        |
| 1950           | CDKA Moscou (4)           | Dynamo Moscou         | Dinamo Tbilissi       |
| 1951           | CDSA Moscou (5)           | Dinamo Tbilissi       | Xakhtar Stalino       |
| 1952           | Spartak Moscou (4)        | Dynamo Kiev           | Dynamo Moscou         |
| 1953           | Spartak Moscou (5)        | Dinamo Tbilissi       | Torpedo Moscou        |
| 1954           | Dynamo Moscou (6)         | Spartak Moscou        | Spartak Minsk         |
| 1955           | Dynamo Moscou (7)         | Spartak Moscou        | CDSA Moscou           |
| 1956           | Spartak Moscou (6)        | Dynamo Moscou         | CDSA Moscou           |
| 1957           | Dynamo Moscou (8)         | Torpedo Moscou        | Spartak Moscou        |
| 1958           | Spartak Moscou (7)        | Dynamo Moscou         | CSK-MO Moscou         |
| 1959           | Dynamo Moscou (9)         | Lokomotiv Moscou      | Dinamo Tbilissi       |
| 1960           | Torpedo Moscou (1)        | Dynamo Kiev           | Dynamo Moscou         |
| 1961           | Dynamo Kiev (1)           | Torpedo Moscou        | Spartak Moscou        |
| 1962           | Spartak Moscou (8)        | Dynamo Moscou         | Dinamo Tbilissi       |
| 1963           | Dynamo Moscou (10)        | Spartak Moscou        | FK Dynamo Minsk       |
| 1964           | Dinamo Tbilissi (1)       | Torpedo Moscou        | CSKA Moscou           |
| 1965           | Torpedo Moscou (2)        | Dynamo Kiev           | CSKA Moscou           |
| 1966           | Dynamo Kiev (2)           | FK SKA Rostov         | Neftyanik Bakou       |
| 1967           | Dynamo Kiev (3)           | Dynamo Moscou         | Dinamo Tbilissi       |
| 1968           | Dynamo Kiev (4)           | Torpedo Moscou        | Spartak Moscou        |
| 1969           | Spartak Moscou (9)        | Dynamo Kiev           | Dinamo Tbilissi       |
| 1970           | CSKA Moscou (6)           | Dynamo Moscou         | Spartak Moscou        |
| 1971           | Dynamo Kiev (5)           | Ararat Yerevan        | Dinamo Tbilissi       |
| 1972           | Zarya Voroshilovgrad (1)  | Dynamo Kiev           | Dinamo Tbilissi       |
| 1973           | Ararat Yerevan (1)        | Dynamo Kiev           | Dynamo Moscou         |
| 1974           | Dynamo Kiev (6)           | Spartak Moscou        | Tchernomorets Odessa  |
| 1975           | Dynamo Kiev (7)           | Xakhtar Donetsk       | Dynamo Moscou         |
| 1976 primavera | Dynamo Moscou (11)        | Ararat Yerevan        | Dinamo Tbilissi       |
| 1976 tardor    | Torpedo Moscou (3)        | Dynamo Kiev           | Dinamo Tbilissi       |
| 1977           | Dynamo Kiev (8)           | Dinamo Tbilissi       | Torpedo Moscou        |
| 1978           | Dinamo Tbilissi (2)       | Dynamo Kiev           | Xakhtar Donetsk       |
| 1979           | Spartak Moscou (10)       | Xakhtar Donetsk       | Dynamo Kiev           |
| 1980           | Dynamo Kiev (9)           | Spartak Moscou        | Zenit Leningrad       |
| 1981           | Dynamo Kiev (10)          | Spartak Moscou        | Dinamo Tbilissi       |
| 1982           | FK Dynamo Minsk (1)       | Dynamo Kiev           | Spartak Moscou        |
| 1983           | Dniprò Dnipropetrovsk (1) | Spartak Moscou        | FK Dynamo Minsk       |
| 1984           | Zenit Leningrad (1)       | Spartak Moscou        | Dniprò Dnipropetrovsk |
| 1985           | Dynamo Kiev (11)          | Spartak Moscou        | Dniprò Dnipropetrovsk |
| 1986           | Dynamo Kiev (12)          | Dynamo Moscou         | Spartak Moscou        |
| 1987           | Spartak Moscou (11)       | Dniprò Dnipropetrovsk | Zalgiris Vilnius      |
| 1988           | Dniprò Dnipropetrovsk (2) | Dynamo Kiev           | Torpedo Moscou        |
| 1989           | Spartak Moscou (12)       | Dniprò Dnipropetrovsk | Dynamo Kiev           |
| 1990           | Dynamo Kiev (13)          | CSKA Moscou           | Dynamo Moscou         |
| 1991 detalls   | CSKA Moscou (7)           | Spartak Moscou        | Torpedo Moscou        |

## Palmarès

### Per club
| Club                  | Campionats | Subcampionats | Tercera posició | Anys campió                                                                  |
| --------------------- | ---------- | ------------- | --------------- | ---------------------------------------------------------------------------- |
| FC Dinamo de Kíev     | 13         | 11            | 3               | 1961, 1966, 1967, 1968, 1971, 1974, 1975, 1977, 1980, 1981, 1985, 1986, 1990 |
| Spartak Moscou        | 12         | 11            | 10              | 1936a, 1938, 1939, 1952, 1953, 1956, 1958, 1962, 1969, 1979, 1987, 1989      |
| Dynamo Moscou         | 11         | 11            | 5               | 1936s, 1937, 1940, 1945, 1949, 1954, 1955, 1957, 1959, 1963, 1976s           |
| CSKA Moscou           | 7          | 4             | 6               | 1946, 1947, 1948, 1950, 1951, 1970, 1991                                     |
| Torpedo Moscou        | 3          | 4             | 5               | 1960, 1965, 1976a                                                            |
| Dinamo Tbilisi        | 2          | 5             | 13              | 1964, 1978                                                                   |
| Dniprò Dnipropetrovsk | 2          | 2             | 2               | 1983, 1988                                                                   |
| Ararat Yerevan        | 1          | 2             |                 | 1973                                                                         |
| Dinamo Minsk          | 1          |               | 3               | 1982                                                                         |
| Zenit Leningrad       | 1          |               | 1               | 1984                                                                         |
| Zorya Voroshilovgrad  | 1          |               |                 | 1972                                                                         |
| Xakhtar Donetsk       |            | 2             | 2               |                                                                              |
| Lokomotiv Moscou      |            | 1             |                 |                                                                              |
| SKA Rostov del Don    |            | 1             |                 |                                                                              |
| Metallurg Moscou      |            |               | 1               |                                                                              |
| Neftchi Baku          |            |               | 1               |                                                                              |
| Chornomorets Odessa   |            |               | 1               |                                                                              |
| Žalgiris Vilnius      |            |               | 1               |                                                                              |

### Per república
| República   | Campionats | Segones posicions | Terceres posicions | Presències | Clubs campions                                                                                |
| ----------- | ---------- | ----------------- | ------------------ | ---------- | --------------------------------------------------------------------------------------------- |
| Rússia      | 34         | 32                | 28                 | 416        | Spartak Moscou (12) Dynamo Moscou (11) CSKA Moscou (7) Torpedo Moscou (3) Zenit Leningrad (1) |
| Ucraïna     | 16         | 15                | 8                  | 191        | FC Dinamo de Kíev (13) Dniprò Dnipropetrovsk (2) Zorya Voroshilovgrad (1)                     |
| Geòrgia     | 2          | 5                 | 13                 | 68         | Dinamo Tbilisi (2)                                                                            |
| Armènia     | 1          | 2                 |                    | 33         | Ararat Yerevan (1)                                                                            |
| Belarús     | 1          |                   | 3                  | 39         | Dinamo Minsk (1)                                                                              |
| Azerbaidjan |            |                   | 1                  | 29         |                                                                                               |
| Lituània    |            |                   | 1                  | 11         |                                                                                               |
| Kazakhstan  |            |                   |                    | 24         |                                                                                               |
| Uzbekistan  |            |                   |                    | 22         |                                                                                               |
| Moldàvia    |            |                   |                    | 7          |                                                                                               |
| Letònia     |            |                   |                    | 7          |                                                                                               |
| Tadjikistan |            |                   |                    | 3          |                                                                                               |
| Estònia     |            |                   |                    | 2          |                                                                                               |

Les úniques repúbliques mai representades a primera divisió han estat Turkmenistan i Kirguizstan.